# 格拉斯哥大学校友列表
下面列表筛选了自公元1451年格拉斯哥大学建校开始的著名毕业生，他（她）们以英文名的首字母按不同分类予以排列。

## 大学校长
- Donald MacAlister，格拉斯哥大学名誉校长
- James McGill，加拿大麦克吉尔大学创立人，永久名誉校长，慈善家
- John H. D. Anderson，斯特拉思克莱德大学创立人，永久名誉校长，自然哲学家
- John Buchan, 1st Baron Tweedsmuir，加拿大拿破仑大学名誉校长，作家，加拿大总督
- Robert Herbert Story，格拉斯哥大学名誉校长
- William Kerr Fraser，格拉斯哥大学名誉校长
- William Elphinstone，阿伯丁大学创立人，永久名誉校长

## 人文

### 艺术家
- Hannah Frank，著名画家和雕塑家

### 历史学家
- Lewis Campbell，古典史学家
- Sidney Checkland，经济史学家
- Florence Marian McNeill，社会史学家
- William Young Sellar，古典史学家
- Bernard Wasserstein，当代史学家
- Hew Strachan, historian，当代史学家

### 音乐家
- Paul Buchanan，词曲作家；The Blue Nile 音乐组合成员
- Robert Bell，词曲作家；The Blue Nile 音乐组合成员
- Paul Joseph Moore，词曲作家；The Blue Nile 音乐组合成员
- Stuart Murdoch，词曲作家；Belle & Sebastian 音乐组合主要成员

### 哲学家和神学家
- John Abernethy，爱尔兰长老会会长
- Alexander Bain，心理学家
- William Barclay，神学家
- James Beaton，格拉斯哥和圣安德鲁斯大主教，苏格兰大主教
- David Beaton，枢机主教，圣安德鲁斯大主教
- Zachary Boyd，神学家
- Semyon Desnitsky，法学家
- William Elphinstone，政治家，主教，阿伯丁大学创始人
- William Hugh Clifford Frend，教堂历史学家
- Francis Hutcheson，神学家
- John Knox，清教改革家
- David Jasper，英国文学及神学会会长
- Cosmo Lang，坎特伯雷大主教
- David Livingstone，传教士
- Andrew Melville，神学家，宗教改革家
- George Newlands，神学家
- Richard Price，哲学家
- Thomas Reid，哲学家
- Adam Smith，经济学家，哲学家
- Dugald Stewart，哲学家
- Archibald Campbell Tait，坎特伯雷大主教
- Hugh J. Schonfield，圣经研究者，The Passover Plot的作者

### 作家和诗人
- James Boswell，作家
- William Boyd，作家
- James Bridie (Osborne Henry Mavor)，剧作家，格拉斯哥市民剧院的建立者
- Christopher Brookmyre，作家
- John Buchan, 1st Baron Tweedsmuir，加拿大拿破仑大学名誉校长，作家，加拿大总督
- Robert Williams Buchanan，诗人
- Thomas Campbell，诗人
- Archibald Joseph Cronin，作家
- Janice Galloway，作家
- Alasdair Gray，作家，艺术家
- David Gray，诗人
- James Herriot，作家
- Philip Hobsbaum，诗人，批评家
- James Kelman，作家
- Tom Leonard，诗人，评论家
- Liz Lochhead，诗人，戏剧家
- Helen MacInnes，诗人，小说家
- Alistair MacLean，作家
- Ken MacLeod，作家
- William McIllvanney，作家
- Edwin Morgan，诗人
- Tobias Smollett，作家
- John Wilson，作家
- Alasdair MacMhaighstir Alasdair，著名凯尔特人吟游诗人，东正教教主
- Alexander Trocchi，作家

## 政治类
- 葉劉淑儀，香港前保安局局長，匯賢智庫創辦人

### 保守党
- Eric Forth，英国议会成员
- Liam Fox，英国议会成员
- James Gray，英国议会成员
- Sir Teddy Taylor，英国议会成员
- Walter Elliot，保守党苏格兰地区书记

### 工党
- Wendy Alexander，苏格兰议会成员
- Sarah Boyack，苏格兰议会成员
- Des Browne QC，国防部长，英国工党主席
- Margaret Curran，苏格兰议会成员
- Donald Dewar，首任苏格兰大臣
- Andrew Faulds，英国议会成员
- Sam Galbraith，英国国务大臣
- Jim Gallagher，英国司法部部长
- Derry Irvine QC，英国上议员大法官
- Thomas Johnston，苏格兰国务秘书
- Johann Lamont，苏格兰议会成员
- Anne McGuire，英国议会成员
- Bridget Prentice，英国议会成员
- Gordon Prentice，英国议会成员
- William Ross，蒙纳克若斯男爵，苏格兰国务秘书
- John Smith，工党主席，英国国务大臣
- John Wheatley，惠特利领主，政治家，律师，首席法官
- Tony Worthington，英国议会成员

### 自由民主党
- Elspeth Attwooll，欧洲议会会员
- James Bryce，法理学家，政治家
- Sir Menzies Campbell，自由民主党主席
- Sir Henry Campbell-Bannerman，自由民主党首相
- Charles Kennedy，自由民主党主席

### 苏格兰国家党
- Annabelle Ewing，英国议会成员
- Fergus Ewing，苏格兰议会成员
- Margaret Ewing，苏格兰议会成员，英国议会成员
- Winnie Ewing，苏格兰国家党主席，英国议会成员，苏格兰议会成员，欧洲议会会员
- Ian Hamilton, 斯昆石的护送者，英国王室御用大律师
- John MacCormick，苏格兰国家党创始人
- Neil MacCormick，欧洲议会会员
- Alasdair Morgan，苏格兰议会成员，英国议会成员
- Shona Robison，苏格兰议会成员
- Nicola Sturgeon，苏格兰国家党主席，苏格兰议会成员
- Andrew Welsh，苏格兰议会成员，英国议会成员

### 其他政治人物
- Hazel Aronson, Lady Cosgrove，第一位最高法院女法官
- James Dalrymple，一等子爵，法理学家
- Anne MacKenzie，苏格兰新闻撰稿人
- James Maxton，独立工党
- Shereen Nanjiani，苏格兰新闻撰稿人
- Gavin Vernon, 斯昆石的护送者
- John Wheatley，英国议会成员，Advocate领主，Justice Clerk领主
- Ian McCaskill, BBC 天气预报员

## 诺贝尔奖获得者
- Sir Derek Barton，诺贝尔化学奖
- Sir James Black，诺贝尔医学奖
- John Boyd Orr，一等Boyd-Orr男爵，生物学家，诺贝尔和平奖
- Sir William Ramsay，诺贝尔化学奖
- Frederick Soddy，诺贝尔化学奖
- Alexander R. Todd, Todd男爵，诺贝尔化学奖

## 科学类

### 医学家
- Robert Broom，内科医学家
- Professor Ian Donald，超声波妇科检查的创始人
- John Hunter，外科医学家
- William Hunter，解剖学家，内科医学家
- R. D. Laing，精神病学家
- Joseph Lister，外科医学家
- Donald MacAlister，外科医学家，格拉斯哥大学校长
- Sir William McEwan，神经医学创始人
- James McCune Smith，第一位非洲裔美国医生
- Sir Graham Teasdale and Bryan J. Jennett，昏迷尺度标准创始人

### 生物组织学学家
- George Bentham，植物学家
- David Douglas，植物学家
- Thomas Graham，药学家
- George William Gray，药学家，液晶体发现者，东京都奖获得者
- Alexander Todd, Baron Todd，药学家

### 数学家，物理学家，工程学家
- John H. D. Anderson，自然哲学家，斯特拉思克莱德大学创始人
- John Logie Baird，电视的发明者
- 約瑟·布拉克，物理学家，药学家
- John Brown，苏格兰皇家天文学家
- Jocelyn Bell Burnell，天体物理学家
- Henry Dyer， 物理学家
- John Kerr，物理学家
- Kazimierz Kuratowski，机械工程学家
- Colin Maclaurin，机械工程学家
- Bill Napier，天文学家，长篇小说家
- William John Macquorn Rankine，工程物理学家
- 約翰·羅比遜，物理学家
- John Scott Russell，海军工程学家
- Robert Simson，机械工程学家
- 威廉·湯姆森，一等凱爾文男爵，数学物理学家
- 詹姆斯·瓦特，机械学家，工程学家

## 其他
- Andrew Faulds，演员，政治家
- Sir James Frazer，社会人类学家
- John Grierson，电影制作人，记录片的创始人
- Elsie Inglis，医学改革家，男女平等论者
- Tom McKillop，苏格兰皇家银行主席
- John Jamieson，词典编纂家
- Richard Claverhouse Jebb，古典学者，政治家
- Francis Jeffrey，法学文学评论家
- James McGill，慈善家，加拿大麦克吉尔大学名誉校长，加拿大麦克吉尔大学创始人
- John Maclean，著名苏格兰马克思主义者
- Thomas Muir，革命党人
- Alec Nove，苏联经济历史学家
- Andrew Neil，新闻记者，著名广播人
- Ljubo Sirc，经济学间，作家，斯洛文尼亚反铁托不同政见者
- Alan Smart，苏格兰议会广播事务主任
- 傑拉德·巴特勒，著名演员，歌剧媚影主演，古墓丽影主演
- Alan Rodger QC, Rodger of Earlsferry领主，首席大法官主席
- Anne MacKenzie 电视评论员